# Dirphiopsis ayuruoca
Dirphiopsis ayuruoca is een vlinder uit de familie nachtpauwogen (Saturniidae), onderfamilie Hemileucinae.
De wetenschappelijke naam van de soort is voor het eerst geldig gepubliceerd door Foetterle in 1902.